# 炒雞

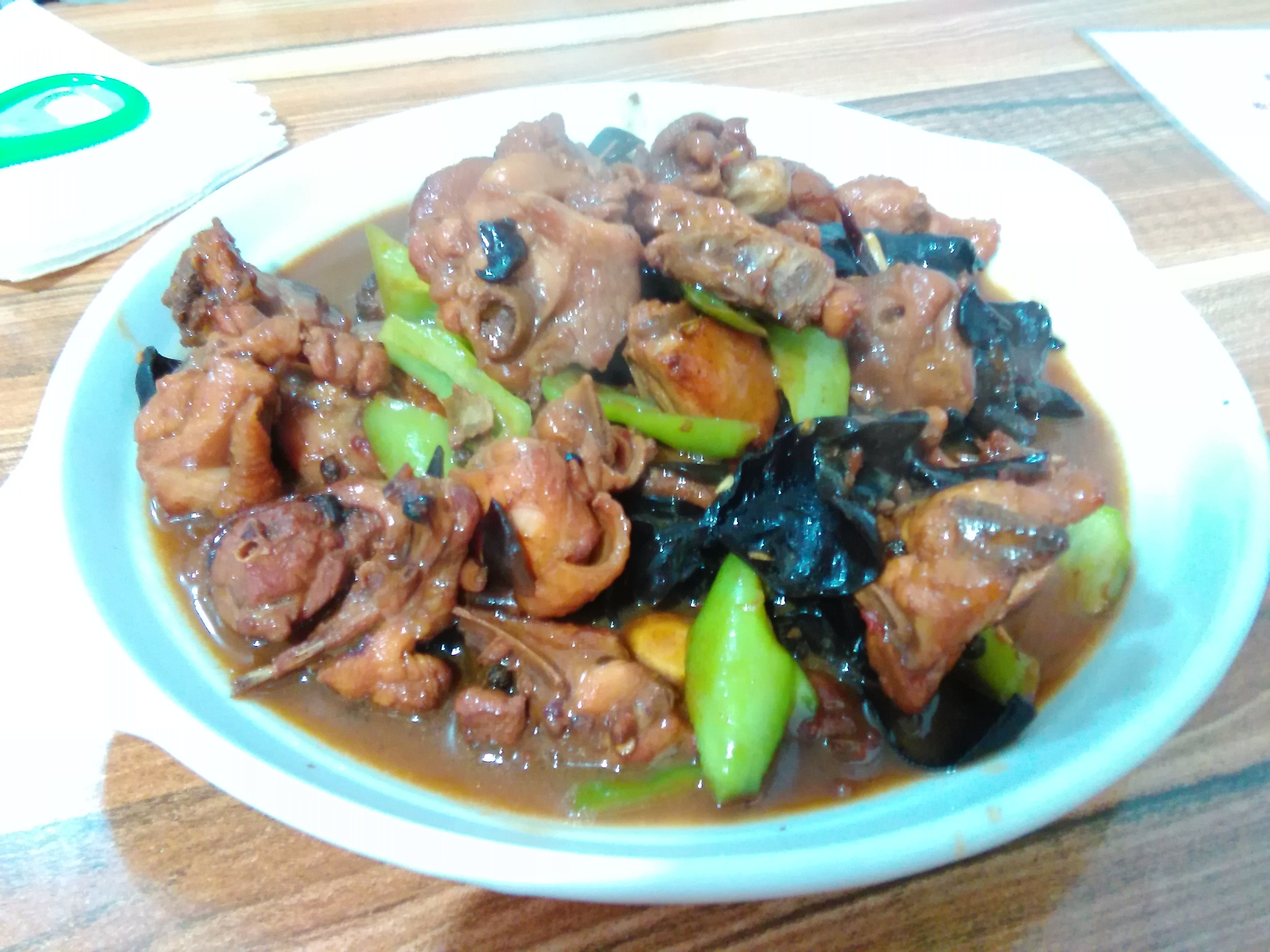

炒雞（ツォージー）は、中華人民共和国山東省などで流行る中国料理。鶏の肉、特にもも肉を炒めて、特製ソースで味を調整し完成する。炒めた鶏肉を煮込んで出すところもある。作り方が簡単で美味しく、主食との相性が良いため全国によく見かける庶民料理である。